# Zsadon Andrea
Zsadon Andrea (Debrecen, 1946. október 18. –) Jászai Mari-díjas, magyar színésznő, operaénekesnő, művészeti vezető.

## Életpályája
Gyermekkorában családja a fővárosba költözött, édesapja orvos volt, édesanyja szintén az egészségügyben dolgozott. A Szilágyi Erzsébet Gimnáziumban érettségizett 1965-ben. A Liszt Ferenc Zeneművészeti Főiskola hallgatójaként gyakran bejárt a színművészeti főiskola színészmesterség óráira. A Zeneakadémia énektanszakán operaénekesként és tanárként diplomázott. 1972–1975 között vidéki színházakban dolgozott. Először a kecskeméti Katona József Színház tagja volt. A nagyobb operatársulattal rendelkező debreceni Csokonai Színház és a Szegedi Nemzeti Színház is szerződtette. Mindhárom városban játszott prózai és zenés darabokban.
Debrecenben és Szegeden találták meg a komolyabb operaszerepek. 1975-től Vámos László felkérésére, a Fővárosi Operettszínház magánénekese volt. 1981-től Ausztriában vendégszerepel, állandó vendég volt Bécsben a Volksoperben. Részt vett a társulat külföldi turnéin (Japán, USA). 1986-ban házasságot kötött Szolnoki Tibor színművésszel. 1993-ban férjével megalapította és létrehozta az Operettvilág Együttest, mellyel magas színvonalú operett és operaelőadásokat állítanak színpadra a fővárosban, vidéken és világszerte. Céljuk, hogy megőrizzék és tovább vigyék a magyar operett-színjátszás tradícióját. Évente mintegy 60-80 előadást tartanak, különböző befogadó színházakban. A házaspár a projekt művészeti vezetője is. Színészi, énekesi munkája befejeztével Zsadon Andrea fordítóként is tevékenykedik, díszlettervezéssel is foglalkozik. (A következő országokban jártak: Izrael, Ausztria, Németország, Finnország, Svédország, Franciaország, Görögország, Kolumbia, Japán, Ausztrália stb.) Művészi munkája mellett tanítással is foglalkozik.

## Fontosabb szerepei
- Giacomo Puccini: Manon Lescaut... Manon Lescaut
- Giuseppe Verdi: Nabucco... Anna
- Ruggero Leoncavallo: Bajazzók... Nedda
- Gaetano Donizetti: Don Pasquale... Norina, fiatal özvegy
- Mozart: Figaró házassága... Grófné; Cherubin
- Mozart: A varázsfuvola... Első hölgy
- Mozart: A színigazgató... Madame Krone (énekesnő)
- Erkel Ferenc: Hunyadi László... Hunyadi Mátyás
- Ralph Benatzky: Az esernyős király... Margot
- Kálmán Imre: Marica grófnő... Marica grófnő; Liza
- Kálmán Imre: Csárdáskirálynő... Sylvia
- Kálmán Imre: Cirkuszhercegnő... Palinska Fedóra hercegnő
- Kálmán Imre: A cigányprímás... Irinyi grófnő
- Kálmán Imre: Montmartre-i ibolya... Ninon
- Ifj. Johann Strauss: A denevér... Rosalinda; Adél
- Ifj. Johann Strauss: Egy éj Velencében... Annina; Agricola
- Ifj. Johann Strauss:A cigánybáró... Saffi
- Kacsóh Pongrác: János vitéz... Királykisasszony
- Ábrahám Pál: Viktória... Viktória
- Ábrahám Pál: Bál a Savoyban... La Tangolita
- Lehár Ferenc: A mosoly országa... Mi, Szu-Csong húga; Liza
- Lehár: A víg özvegy... Glavári Hanna
- Lehár: Cigányszerelem... Zórika, Dragojan lánya
- Lehár: Luxemburg grófja... Angéle
- Huszka Jenő: Mária főhadnagy... Leibstück Mária; Farkasházy Antónia
- Jacques Offenbach: Eljegyzés lámpafénynél ... Fanchette
- Offenbach: Orfeusz az alvilágban... Euridike
- Offenbach: A férj kopogtat... Rosita
- Offenbach: Szökött szerelmesek... Lucille
- Offenbach: A gerolsteini nagyhercegnő... Eszti
- Leo Fall: Pompadour... Pompadour
- Jacobi Viktor: Sybill... Sybill; Nagyhercegnő
- Jacobi: Leányvásár... Lucy, Harrisonék lánya
- Richard Rodgers – Oscar Hammerstein: A muzsika hangja... Zárdafőnökasszony
- Molnár Ferenc – Oscar Hammerstein: Carousel... Julie Jordan
- Franz von Suppé: Boccaccio... Fiametta
- Suppé: Szép Galatea... Galatea
- Franz Schubert: Három a kislány... Lucia Grisi
- Pierre Barillet – Jean-Pierre Grédy: A kaktusz virága... Madame Chouchou (Játékszín) (Vidám Színpad)
- Pozsgai Zsolt: Az öltöző titka... Színésznő (Mikroszkóp Színpad)
- William Somerset Maugham – Szenes Iván – Nádas Gábor: Imádok férjhez menni... Mrs. Shuttleworth
- Várkonyi Mátyás – Béres Attila: Mata Hari... Kasszírnő (madame)
- Alan Jay Lerner – Frederick Loewe: My fair lady... Mrs. Pearce, Higgins házvezetőnője
- Szigligeti Ede – Tabi László: Párizsi vendég... Erzsi, Koltai húga
- Móra Ferenc – Vántus István: Aranykoporsó... Titanilla, Galerius leánya
- Leonard Bernstein: West Side Story... Maria
- Sólem Aléchem – Joseph Stein – Jerry Bock – Sheldon Harnick: Hegedűs a háztetőn... Jente, házasságközvetítő

## Önálló estjei
- Kettecskén (Szolnoki Tiborral)
- Zsadonszolnoki (Szolnoki Tiborral)
- Zsadon Andrea & Szolnoki Tibor operett műsora

## Filmek, tv
(Film, tévéjáték, színházi előadás felvétele, zenés összeállítás stb.)
- Mágnás Miska
- West Side Story
- Robog az úthenger (sorozat) Háromnapos ünnep c rész
- Szalmaláng – Breitner János dalai
- Párizsi élet
- Bál a Savoyban
- Sybill
- Elvált asszony – operett dióhéjban
- Eljegyzés lámpafénynél
- Az élet muzsikája
- Szerelem más körülmények között
- Kossuthkifli (sorozat) Mandulás gyász c. rész

## Díjai, elismerési
- Jászai Mari-díj (1987)
- MSZOSZ Művészeti díj (1992)
- Kálmán Imre-emlékplakett (2006)[2]
- A Magyar Köztársasági Érdemrend lovagkeresztje (2008)

## Lemezek
Közreműködő, szereplő:
- Kálmán Imre – Musik Des Lebens – Az Élet Muzsikája Qualiton – SLPM 16708 (1985)
- Kacsóh Pongrác – János vitéz (Részletek) Qualiton – SLPM 16770 (1988)